# Рикхолц
Рикхолц (њем. Rückholz) општина је у њемачкој савезној држави Баварска. Једно је од 45 општинских средишта округа Осталгој. Према процјени из 2010. у општини је живјело 806 становника. Посједује регионалну шифру (AGS) 9777168.

## Географски и демографски подаци
Рикхолц се налази у савезној држави Баварска у округу Осталгој. Општина се налази на надморској висини од 879 метара. Површина општине износи 17,2 km². У самом мјесту је, према процјени из 2010. године, живјело 806 становника. Просјечна густина становништва износи 47 становника/km².